# Aktivity s využitím koní
Aktivity s využitím koní, hiporehabilitace v pedagogické a sociální praxi (HPSP) je metoda speciální pedagogiky a sociální práce a pedagogiky, využívající prostředí určeného pro chov koní a práci s nimi, kontaktu s koněm a interakce s ním jako prostředku k motivaci, aktivizaci, výchově a vzdělávání lidí se zdravotním nebo sociálním znevýhodněním nebo se specifickými potřebami. AVK působí v oblasti pedagogiky a v sociálních službách (nikoli ve zdravotnictví jako je to u hipoterapie a Psychoterapie pomocí koní), proto tato disciplína je označována jako aktivita (nikoli terapie). Obor hiporehabilitace, původně pod názvem léčebně pedagogicko-psychologické ježdění (LPPJ).

## Princip AVK
Děti a dospělí klienti se učí sebepoznání, hodnocení svých dovedností a schopností. Při skupinové lekci se učí například spolupracovat při čištění a ošetřování koní, při nasedání na koně nebo při provádění různých úkolů. Kontakt s koněm vyvolává u klientů emotivní zážitek, podporuje jejich intelektovou složku a pozornost. Kůň je silným motivačním prvkem pro další činnosti, obzvlášť patrné je to při práci s dětmi. Z praxe je patrno, že na člověka má větší vliv vzájemný vztah s koněm než vlastní ježdění, a proto při těchto aktivitách je kladen větší důraz na tuto složku.

## Cílová skupina klientů
- děti s poruchami učení a chování
- děti s vadami řeči
- klienti s mentálním postižením
- klienti se smyslovými vadami
- klienti s diagnózou autismus
- klienti trpící poruchami příjmu potravy
- klienti, kteří se obtížně sociálně začleňují atd.

## Struktura lekce
- Individuální nebo skupinová – rozhoduje instruktor podle předem stanoveného cíle
- Obvykle v délce 30-60 minut, 1-2krát týdně po dobu minimálně 3 měsíců.

## Realizační tým
- Odborník, který provádí diagnostiku klienta, doporučuje AVK a kontroluje průběh a účinky – klinický psycholog, klinický logoped, sociální pracovník, odborný lékař atd.
- Instruktor – pedagog, speciální nebo sociální pedagog, sociální pracovník se specializačním kurzem vede vlastní lekce AVK.
- Cvičitel koní pro hiporehabilitaci, který koně vybírá a připravuje pro AVK. Může být zároveň jezdecký instruktor.
- Asistent pro AVK – proškolená osoba, která asistuje instruktorovi a pomáhá klientovi dosáhnout cíle.
- Hiporehabilitační kůň, jehož výběr je podřízen druhu zdravotního postižení klienta a cíli intervence.